# WTA Austrian Open 1990
Il WTA Austrian Open 1990 è stato un torneo di tennis giocato sulla terra rossa. È stata la 19ª edizione del torneo, che fa parte della categoria Tier IV nell'ambito del WTA Tour 1990. Si è giocato a Kitzbühel in Austria, dal 10 al 16 settembre 1990.

## Campionesse

### Singolare
Claudia Kohde Kilsch ha battuto in finale  Rachel McQuillan con il punteggio di 7–6, 6–4

### Doppio
Petra Langrová /  Radka Zrubáková hanno battuto in finale  Sandra Cecchini /  Patricia Tarabini con il punteggio di 6–0, 6–4